# Enaliarctos
Enaliarctidae
Famille
Genre
Enaliarctos est un genre fossile de Pinnipedimorpha (mammifères marins carnivores aux pattes en forme de nageoires). C'est l'unique genre de la famille des Enaliarctidae.
C'est après Puijila le plus ancien pinnipédimorphe connu, il vivait il y a 24 à 22 millions d'années à la fin de l'Oligocène et au tout début du Miocène en Californie et en Oregon.

## Systématique

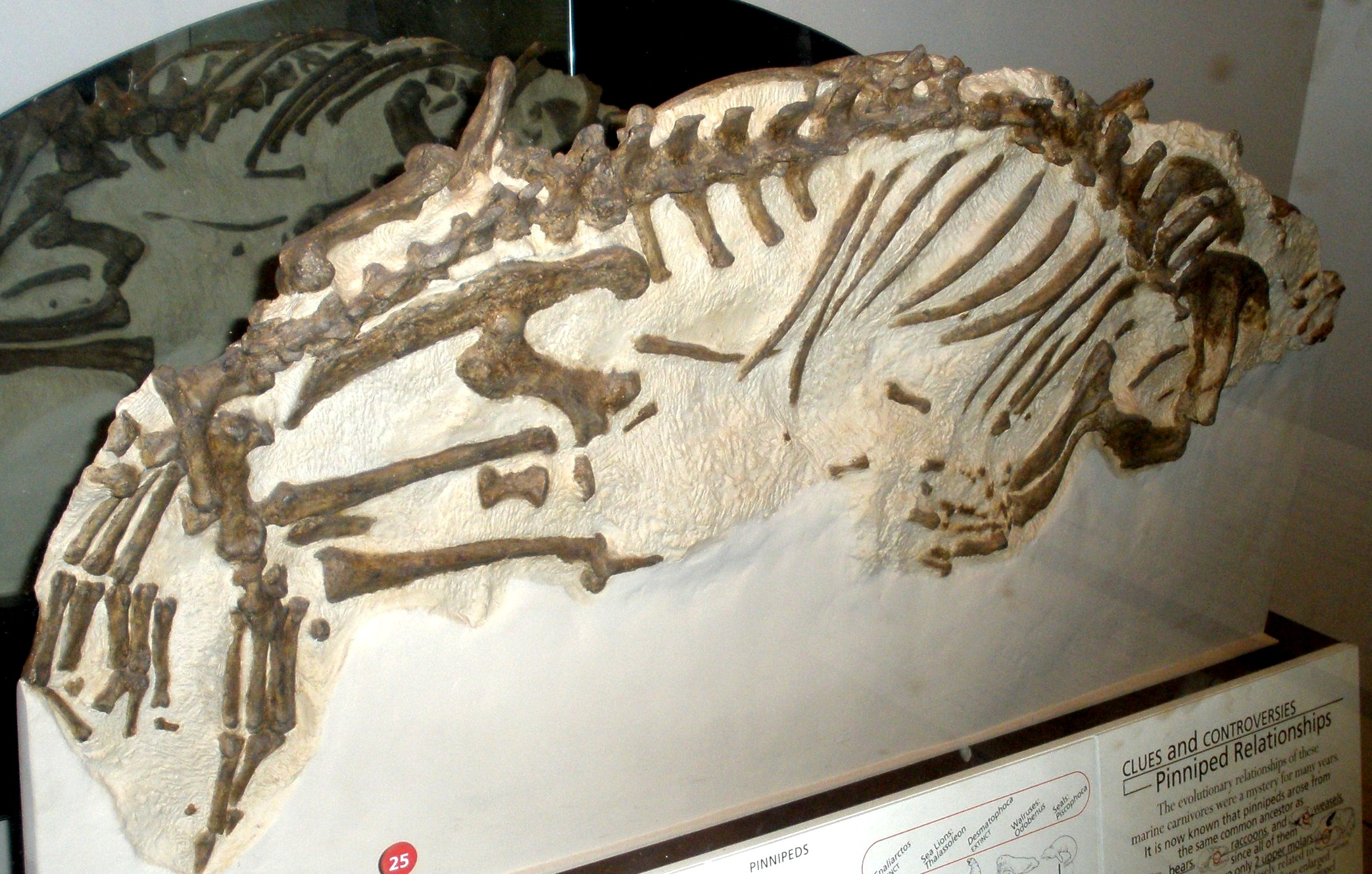
Fossile d'Enaliarctos mealsi au Muséum américain d'histoire naturelle de New York.

Le genre Enaliarctos est décrit par Edward A. D. Mitchell & Richard H. Tedford en 1973,

## Liste des espèces
- † Enaliarctos barnesi Berta 1991
- † Enaliarctos emlongi Berta 1991
- † Enaliarctos mealsi Mitchell & Tedford 1973
- † Enaliarctos mitchelli Barnes 1979
- † Enaliarctos tedfordi Berta 1991

### Publication originale
- (en) Edward A. D. Mitchell et Richard H. Thedford, « The Enaliarctinae a new group of extinct aquatic Carnivora and a consideration of the origin of the Otariidae », Bulletin of the American Museum of Natural History, vol. 151, no 3,‎ 1973, p. 203-284 (lire en ligne). .